# Charles Eng
Charles Eng (... – New York, 23 dicembre 1907) è stato un lottatore statunitense.
Partecipò alle gare di lotta dei pesi leggeri ai Giochi olimpici di Saint Louis 1904, dove fu sconfitto ai quarti da William Hennessy.